# Crane (Texas)
Crane ist die Bezirkshauptstadt und Sitz der Countyverwaltung (County Seat) des Crane County im US-Bundesstaat Texas in den Vereinigten Staaten. Das U.S. Census Bureau hat bei der Volkszählung 2020 eine Einwohnerzahl von 3478 ermittelt.

## Geographie
Die Stadt liegt im Osten des Countys, im mittleren Westen von Texas, ist im Nordwesten etwa 80 km von der südöstlichen Ecke New Mexicos entfernt und hat eine Gesamtfläche von 2,6 km² ohne nennenswerte Wasserfläche.

## Geschichte
Benannt wurde die Stadt, ebenso wie das County, nach William Cary Crane einem Präsidenten der Baylor University. 1908 wurde das erste und bis heute einzige Postbüro im ganzen County eingerichtet. 1926 führten Ölfunde zu einem kurzfristigen Ölboom.

## Demographie
Nach der Volkszählung im Jahr 2000 lebten hier 3.191 Menschen in 1.096 Haushalten und 865 Familien. Die Bevölkerungsdichte betrug 1.207,9 Einwohner pro km². Ethnisch betrachtet setzte sich die Bevölkerung zusammen aus 73,52 % weißer Bevölkerung, 3,01 % Afroamerikanern, 0,97 % amerikanischen Ureinwohnern, 0,38 % Asiaten, 0,00 % Bewohnern aus dem pazifischen Inselraum und 19,43 % aus anderen ethnischen Gruppen. Etwa 2,70 % waren gemischter Abstammung und 45,41 % der Bevölkerung waren spanischer oder lateinamerikanischer Abstammung.
Von den 1.096 Haushalten hatten 43,8 % Kinder unter 18 Jahre, die im Haushalt lebten. 66,0 % davon waren verheiratete, zusammenlebende Paare. 8,9 % waren allein erziehende Mütter und 21,0 % waren keine Familien. 19,3 % aller Haushalte waren Singlehaushalte und in 10,4 % lebten Menschen, die 65 Jahre oder älter waren. Die Durchschnittshaushaltsgröße betrug 2,90 und die durchschnittliche Größe einer Familie belief sich auf 3,35 Personen.
32,6 % der Bevölkerung waren unter 18 Jahre alt, 7,8 % von 18 bis 24, 27,4 % von 25 bis 44, 21,5 % von 45 bis 64, und 10,7 % die 65 Jahre oder älter waren. Das Durchschnittsalter war 33 Jahre. Auf 100 weibliche Personen aller Altersgruppen kamen 93,3 männliche Personen. Auf 100 Frauen im Alter von 18 Jahren und darüber kamen 89,3 Männer.

Das jährliche Durchschnittseinkommen eines Haushalts betrug 31.774 USD, das Durchschnittseinkommen einer Familie 36.386 USD. Männer hatten ein Durchschnittseinkommen von 32.250 USD gegenüber den Frauen mit 18.086 USD. Das Prokopfeinkommen betrug 12.776 USD. 13,1 % der Bevölkerung und 13,0 % der Familien lebten unterhalb der Armutsgrenze. Davon waren 15,1 % Kinder und Jugendliche unter 18 Jahren und 8,0 % waren 65 oder älter.